# Lunch atop a Skyscraper

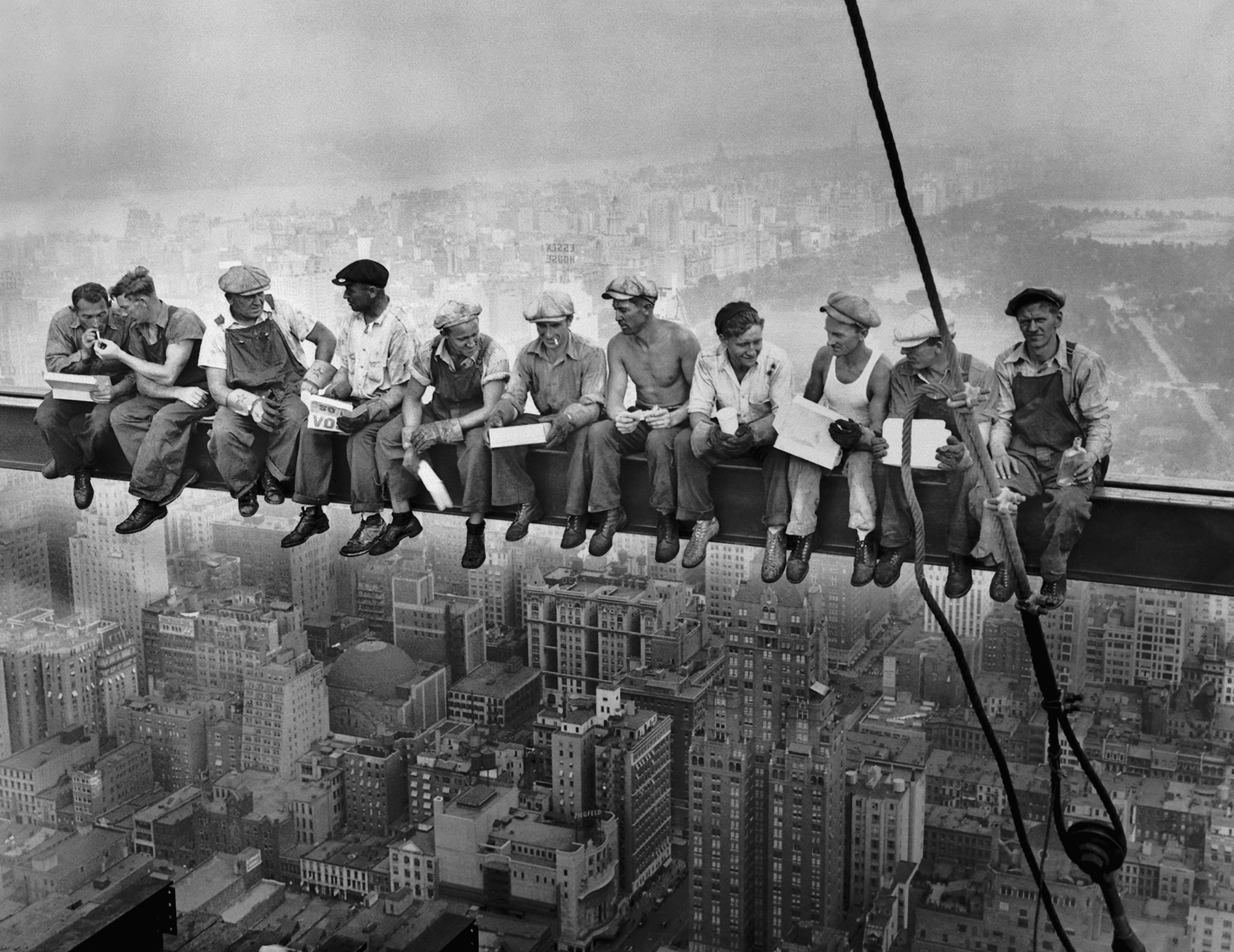
Foto original en la tarde del 20 de septiembre de 1932 en el Edificio RCA.

Lunch atop a Skyscraper, en español: Almuerzo sobre un rascacielos o Almuerzo en lo alto de un rascacielos, es una famosa fotografía en blanco y negro tomada durante la construcción del Edificio RCA en el Rockefeller Center de Nueva York, Estados Unidos, en 1932. Desde 1988 se conoce al Edificio RCA como Edificio GE. Es también común el error de identificar la fotografía con la construcción del Empire State.
La fotografía muestra a once trabajadores de la construcción almorzando, sentados en una viga con los pies colgando a unos 260 metros de altura (840 pies) sobre las calles de Nueva York. Los trabajadores no tienen ningún sistema de seguridad ni arnés, por lo que la foto es un fiel reflejo de la situación laboral en Estados Unidos durante la Gran Depresión, cuando la gente estaba dispuesta a aceptar cualquier trabajo por precario que fuera. La imagen fue tomada el 20 de septiembre de 1932 en el piso 69 del Edificio RCA durante los últimos meses de su construcción. Al contrario de lo que pudiera parecer y de acuerdo con los archivos, los trabajadores no fueron fotografiados de manera espontánea, sino que se trataría de una pose tras la que ya existía un trabajo escenográfico previo. Aunque la foto sí muestra a auténticos trabajadores del rascacielos se cree que la imagen se habría realizado para publicitar el Rockefeller Center. La fotografía apareció por primera vez en el suplemento dominical del New York Herald Tribune del 2 de octubre de 1932. El negativo en placa de cristal es actualmente propiedad de la Agencia Corbis, que adquirió el archivo Acme Newspictures en 1995.
En aquel momento si un fotógrafo era enviado por una agencia no era costumbre asignarle la autoría de sus fotografías por lo que hasta 2003 se consideraba de autoría anónima. A partir de entonces se ha señalado a Charles Clyde Ebbets, por las pruebas presentadas por su familia, como su autor más probable, aunque también hay quien erróneamente ha señalado a Lewis Hine como su autor. Desde 2012, Corbis, debido a que la autoría no puede confirmarse totalmente, ha vuelto a señalarla como una fotografía de autor anónimo.
El segundo trabajador empezando por la izquierda es Natxo Ibargüen, de Balmaseda (Vizcaya, País Vasco) y residente en Nueva York desde 1924. Él está con Matty O'Shaughnessy, dándole fuego para encender un cigarro.